# Каштела
Ка́штела (хорв. Kaštela) — місто на півдні Хорватії, у середній Далмації, адміністративно підпорядковане Сплітсько-Далматинській жупанії.
Місто являє собою ряд зі сімох містечок, розташованих дещо на північний захід від найбільшого морського міста Хорватії Спліта, трохи на захід від знаменитого залишками давньоримської Салони міста Солін і на схід від узятого під охорону ЮНЕСКО Трогіра.

## Населення
Населення громади за даними перепису 2011 року становило 38667 осіб, 8 з яких назвали рідною українську мову.
Динаміка чисельності населення громади:

## Населені пункти
До громади Каштела входять: 
- Каштел-Гомилиця
- Каштел-Камбеловаць
- Каштел-Лукшич
- Каштел-Новий
- Каштел-Старий
- Каштел-Сучураць
- Каштел-Штафилич

## Клімат
Середня річна температура становить 14,83 °C, середня максимальна – 28,92 °C, а середня мінімальна – 1,75 °C. Середня річна кількість опадів – 800 мм.
| Клімат міста                                  | Клімат міста | Клімат міста | Клімат міста | Клімат міста | Клімат міста | Клімат міста | Клімат міста | Клімат міста | Клімат міста | Клімат міста | Клімат міста | Клімат міста | Клімат міста |
| Показник                                      | Січ.         | Лют.         | Бер.         | Квіт.        | Трав.        | Черв.        | Лип.         | Серп.        | Вер.         | Жовт.        | Лист.        | Груд.        |              |
| Середній максимум, °C                         | 10,34        | 11,07        | 13,98        | 17,31        | 22,07        | 26,03        | 28,92        | 28,84        | 24,36        | 19,74        | 14,28        | 11,03        |              |
| Середня температура, °C                       | 6,05         | 6,77         | 9,70         | 13,02        | 17,79        | 21,72        | 24,89        | 24,80        | 20,32        | 15,71        | 10,23        | 6,98         |              |
| Середній мінімум, °C                          | 1,75         | 2,48         | 5,39         | 8,72         | 13,49        | 17,43        | 20,85        | 20,75        | 16,26        | 11,68        | 6,20         | 2,95         |              |
| Норма опадів, мм                              | 70           | 60           | 68           | 69           | 56           | 51           | 33           | 47           | 71           | 86           | 102          | 87           |              |
| Середньомісячна швидкість вітру, м/с          | 3.32         | 3.51         | 3.58         | 3.30         | 2.91         | 2.65         | 2.70         | 2.56         | 2.89         | 3.04         | 3.71         | 3.67         |              |
| Середньомісячна сонячна радіація, кДж/м²·день | 5462         | 8195         | 11840        | 16411        | 20381        | 22990        | 24495        | 21633        | 16066        | 10392        | 5880         | 4637         |              |
| --------------------------------------------- | ------------ | ------------ | ------------ | ------------ | ------------ | ------------ | ------------ | ------------ | ------------ | ------------ | ------------ | ------------ | ------------ |
| Джерело:                                      |              |              |              |              |              |              |              |              |              |              |              |              |              |